# Organodesma optata
Organodesma optata är en fjärilsart som beskrevs av László Anthony Gozmány. Organodesma optata ingår i släktet Organodesma och familjen äkta malar. Inga underarter finns listade i Catalogue of Life.